# Německo na Zimních olympijských hrách 1998
Německo na Zimních olympijských hrách v roce 1998 reprezentovala výprava 125 sportovců (78 mužů a 47 žen) v 14 sportech.

## Medailisté
| Medaile | Jméno                                                       | Sport                | Soutěž                            |
| ------- | ----------------------------------------------------------- | -------------------- | --------------------------------- |
| Zlato   | Katja Seizingerová                                          | Alpské lyžování      | Ženy sjezd                        |
| Zlato   | Hilde Gergová                                               | Alpské lyžování      | Ženy slalom                       |
| Zlato   | Katja Seizingerová                                          | Alpské lyžování      | Ženy kombinace                    |
| Zlato   | Ricco Groß Peter Sendel Sven Fischer Frank Luck             | Biatlon              | Muži štafeta 4 x 7.5 km           |
| Zlato   | Uschi Disl Martina Zellner Katrin Apel Petra Behle          | Biatlon              | Ženy štafeta 4 x 7.5 km           |
| Zlato   | Christoph Langen Markus Zimmermann Marco Jakobs Olaf Hampel | Boby                 | Čtyřbob                           |
| Zlato   | Georg Hackl                                                 | Saně                 | Muži jednotlivci                  |
| Zlato   | Stefan Krausse Jan Behrendt                                 | Saně                 | Muži dvojice                      |
| Zlato   | Silke Kraushaarová                                          | Saně                 | Ženy jednotlivci                  |
| Zlato   | Nicola Thostová                                             | Snowboarding         | Ženy U-rampa                      |
| Zlato   | Gunda Niemannová-Stirnemannová                              | Rychlobruslení       | Ženy 3 000 m                      |
| Zlato   | Claudia Pechsteinová                                        | Rychlobruslení       | Ženy 5 000 m                      |
| Stříbro | Martina Ertl                                                | Alpské lyžování      | Ženy kombinace                    |
| Stříbro | Uschi Disl                                                  | Biatlon              | Ženy 7.5 km sprint                |
| Stříbro | Tatjana Mittermayer                                         | Akrobatické lyžování | Ženy boule                        |
| Stříbro | Barbara Niedernhuber                                        | Saně                 | Ženy jednotlivci                  |
| Stříbro | Sven Hannawald Martin Schmitt Hansjörg Jäkle Dieter Thoma   | Skoky na lyžích      | Družstvo mužů velký můstek (K120) |
| Stříbro | Heidi Renoth                                                | Snowboarding         | Ženy obří slalom                  |
| Stříbro | Gunda Niemannová-Stirnemannová                              | Rychlobruslení       | Ženy 1 500 m                      |
| Stříbro | Claudia Pechsteinová                                        | Rychlobruslení       | Ženy 3 000 m                      |
| Stříbro | Gunda Niemannová-Stirnemannová                              | Rychlobruslení       | Ženy 5 000 m                      |
| Bronz   | Katja Seizingerová                                          | Alpské lyžování      | Ženy obří slalom                  |
| Bronz   | Hilde Gergová                                               | Alpské lyžování      | Ženy kombinace                    |
| Bronz   | Katrin Apel                                                 | Biatlon              | Ženy 7.5 km sprint                |
| Bronz   | Uschi Disl                                                  | Biatlon              | Ženy 15 km                        |
| Bronz   | Christoph Langen Markus Zimmermann                          | Boby                 | Dvojbob                           |
| Bronz   | Mandy Wötzelová Ingo Steuer                                 | Krasobruslení        | Sportovní dvojice                 |
| Bronz   | Jens Müller                                                 | Saně                 | Muži jednotlivci                  |
| Bronz   | Anni Friesingerová                                          | Rychlobruslení       | Ženy 3 000 m                      |